# Circondario di Offenbach
Il circondario di Offenbach è uno dei circondari dello stato tedesco dell'Assia.
Fa parte del distretto governativo di Darmstadt.

## Città e comuni
(Abitanti al 31 dicembre 2022)
| Comuni del circondario | Città 1. Dietzenbach (34 928) 2. Dreieich (42 260) 3. Heusenstamm (19 306) 4. Langen (Assia) (39 217) 5. Mühlheim am Main (29 252) 6. Neu-Isenburg (39 287) 7. Obertshausen (25 307) 8. Rodgau (28 834) 9. Rödermark (46 426) 10. Seligenstadt (21 568) | Comune 1. Egelsbach (11 452) 2. Hainburg (14 403) 3. Mainhausen (9 897) |